# Jordkastanj
Jordkastanj (Bunium bulbocastanum) är en växtart i släktet jordkastanjer och familjen flockblommiga växter.

## Beskrivning
Jordkastanjen är en flerårig, upprätt ört som är omkring 30–100 centimeter hög. Bladen är dubbelt parflikiga, med mycket smala flikar. Blommorna är små och vita, och sitter i en sammansatt flock.

## Utbredning och habitat
Jordkastanjen är ursprunglig i västra och södra Europa, från Storbritannien i nordväst till Grekland i sydost. Den förekommer tillfälligt i Sverige, framför allt på ruderatmark. Den är introducerad även i andra europeiska länder, samt i Japan.

## Användning
Det uppsvällda stampartiet, själva jordkastanjen, kan ätas som äkta kastanj. Även bladen och frukterna är ätliga och kan användas som persilja respektive kummin.
Förr i tiden odlades växten på många håll både i Europa och Asien. Även andra arter i släktet Bunium har uppsvällda, ätliga stampartier.

## Varieteter
Utöver nominatformen erkänns även varieteten B. b. var. nanum.